# Бесидже, Кизза
Уоррен Кизза Бесидже Кифефе (англ. Warren Kizza Besigye Kifefe; род. 22 апреля 1956, Рукунгири, Уганда) — бывший полковник угандийской армии, председатель партии «Форум за демократические изменения» и кандидат в Президенты Уганды на выборах в 2001 году, 2006 году, 2011 году и в 2016 году.

## Биография

### Ранний этап жизни и начало карьеры
Бесидже, второй ребенок из шести, лишился родителей, когда ходил в начальную школу. В 1975 году поступил в школу медицины при Университете Макерере и окончил в 1980 году со степенью «бакалавр медицины». Вскоре он оставил медицину, прошёл военную подготовку и присоединился к Народной армии сопротивления, сражавшейся против правительства Милтона Оботе. Он был ответствен за здоровье партизан.
Когда Йовери Мусевени стал президентом в 1986 году, Бесидже занял должность министра внутренних дел. В 1988 году он был назначен Государственным министром в Канцелярии президента. В 1991 году стал командиром механизированного полка в городе Масака и продолжал работать в военной области. Перед своей отставкой, которая произошла чуть раньше выборов 2001 года, Бесидже получил чин полковника и работал в качестве старшего военного советника министерства обороны.

### Выборы 2001 года
Бесидже стал противником системы Народной армии сопротивления, то есть беспартийной системы правительства. Он заявил, что руководство сбилось с курса, и кто-то должен вмешаться, чтобы вернуть все на прежний курс. Он также говорил, что беспартийная система должна рассматриваться как временная договоренность, а не как альтернативное политическое устройство. Бесидже считался единственным настоящим соперников Мусевени, поэтому на президентских выборах 2001 года он стал одним из шести кандидатов в президенты.
Мусевени выиграл выборы с большим отрывом. 23 марта 2001 года Бесидже оспорил результаты выборов в Верховном суде, ссылаясь на фальсификации и насилие со стороны Мусевени, но не смог добиться отмены результата. 30 июня 2001 года Бесидже был арестован и допрошен в полиции по подозрению в государственной измене. В сентябре он бежал в США, опасаясь за свою жизнь.

### Возвращение из изгнания и арест
В октябре 2005 года Бесидже вернулся в Уганду из Южной Африки. Десятки тысяч сторонников встречали его по дороге от Международного аэропорта Энтеббе до столицы. По словам Бесидже, он вернулся, потому что должен был зарегистрироваться как избиратель, прежде чем выставлять свою кандидатуру на выборах в 2006 году.
Бесидже был арестован в ноябре 2005 года, обвинён в государственной измене и изнасиловании. Дело по измене включало обвинения в связях с Господней армией сопротивления. Арест привел к демонстрациям по всей стране. Протестующие полагали, что обвинения были сфальсифицированы, чтобы не дать возможность Бесидже баллотироваться в президенты. Арест Бесидже привел также к международной обеспокоенности и даже к критике правительства в печатных СМИ. В ответ на это правительство запретило любые демонстрации, собрания, относящиеся к делу Бесидже. Репрессивные меры были приняты и в отношении СМИ.
2 января 2006 года Бесидже был отпущен из заключения по решению Верховного суда. Ни по делу об измене, ни по делу об изнасиловании не нашлось достаточно доказательств.

### Выборы 2006 года
Парламентские и президентские выборы 2006 года показали, что Бесидже — главный конкурент Мусевени и что партия «форум за демократический изменения» — главная оппозиционная партия. Мусевени был избран на еще один президентский срок с 59 % голосов, что является его худшим результатом. Бесидже получил 37 % голосов. Бесидже не признает результаты выборов, считая, что были проведены махинации с подсчетом. Позже Верховный суд постановил, что на выборах были допущены запугивания избирателей, лишения гражданских прав и другие нарушения. Однако суд поддержал результаты.

### Выборы 2011 года
На президентских выборах, состоявшихся 18 февраля, Кизза Бесидже значительно отстал от действующего Президента Йовери Мусевени, набрав 26 % голосов. За Мусевени проголосовали 68 % избирателей. По словам Бесидже, выборы были сфальцированы, и потому он не признает их. Также он заявил, что не признает любое правительство, образованное его соперником. Многие наблюдатели считают, что выборы прошли с нарушениями. Например, представители ЕС отметили, что присутствие военных создавало нелегкое, пугающее чувство.
Бесидже заявил, что в этот раз не будет обращаться в суд, но пригрозил египетским сценарием. В ответ на это Мусевени запретил организацию митингов против выборов. Также Президент сказал, что «съест» своего конкурента:

Мы его поймаем и съедим как пирог.
— Йовери Мусевени

We will catch him and eat him like a cake
— Yoweri Museveni

### После выборов 2011 года
Кизза Бесидже не раз организовывал демонстрации против нечестных, по его мнению, выборов, а также против роста цен на продовольствие и топливо. За организацию несанкционированных митингов Бесидже был несколько раз задержан силами правопорядка. Так происходило, например, 18 и 21 апреля 2011 года.
27 апреля того же года Бесидже был выпущен под залог. И 28 апреля принял участие в очередном митинге против повышения цен. Этот день закончился для лидера оппозиции неудачно. Полицейские использовали против него газовый балончик. Из-за этого у него случились проблемы со зрением, и Бесидже улетел в Найроби на лечение. Официальные власти говорят, что Бесидже сам напал на сотрудников полиции и пострадал, потому что они применили средства самообороны.
1 мая 2011 года Комиссар ООН по правам человека Нави Пиллай осудила власти Уганды за использование насилия против демонстрантов и нанесение вреда здоровью Киззы Бесидже.
12 мая Кизза Бесидже с женой вернулся в Уганду. На этот день была намечена инаугурация избранного президента Йовери Мусевени. По сообщениям канала Би-би-си, лидера оппозиции приветствовали сторонники на протяжении всей его поездки от аэропорта до города. 19 мая 2011 года Бесидже был арестован и взят под домашний арест. Сам оппозиционер заявил, что будет обжаловать это решение.
Бесидже выступал против повторного введения законопроекта о борьбе с гомосексуализмом в Уганде со стороны депутата парламента Давида Бахати. Однако в 2013 году закон был принят и в 2014 году его подписал президент. Конституционный суд Уганды 1 августа 2014 года признал закон недействительным по процедурным основаниям.
1 октября 2012 года, после попытки выступить с речью на рынке Кисеки в Кампале, Бесидже вновь был арестован. Его отвезли в центральный полицейский участок города. Ранее полиция направилась к дому оппозиционера, чтобы помешать ему отправиться на запланированный митинг. Однако ему удалось ускользнуть от сотрудников службы безопасности.

### Выборы 2016 года
В 2016 году Бесидже вновь принял участие в президентских выборах, но проиграл действующему президенту с результатом в 35,61%. После выборов он призвал своих сторонников мирно протестовать против результатов, утверждая, что избирательный процесс был сфальсифицирован путём «запугивания избирателей, заключением противников в тюрьму, саботажем митингов, поздней поставкой избирательных материалов, отсроченным открытием избирательных участков, фальсификаций голосов и взяточничества.

### После выборов 2016 года
11 мая 2016 года сторонники политика и партии «Форум за демократические перемены», за день до официальной церемонии приведения к присяге президента Йовери Мусевени, устроили альтернативную инаугурацию президента Бесидже. После этого он был арестован и предстал перед судом, где ему предъявили обвинение в государственной измене. Позднее адвокат оппозиционера рассказал, что Бесидже содержится в антисанитарных условиях далеко от столицы без доступа к своим юристам и заявил, что возможно его попытаются отравить.

### После выборов 2021 года
В октябре 2021 года Бесидже отказался от участия в президентских выборах на предстоящих выборах, заявив, что он возглавит оппозицию в плане «Б», чтобы добиться перемен в стране. Он вступит в союз с главным оппонентом Мусевени Боби Вайном, чтобы помочь ему выиграть выборы 2021 года.

## Личная жизнь
В 1998 году женился на Винни Бьянима. Его супруга, аэрокосмический инженер по профессии, также занималась общественной и политической деятельностью, была послом Уганды во Франции, с 2013 года являлась исполнительным директором Оксфам, а с 2019 года — Объединённой программы ООН по ВИЧ/СПИД (ЮНЭЙДС).